# Alfredo Ragona
Alfredo Ragona (Corfù, 26 dicembre 1922 – ...) è stato un calciatore italiano, di ruolo attaccante.

## Carriera
Giocò nel campionato di Serie A 1946-1947 con il Bari.

## Palmarès

### Club

#### Competizioni nazionali
- Serie B: 1

Napoli: 1949-1950